# Большие Гималаи (национальный парк)
Большие Гималаи (англ. Great Himalayan National Park) — национальный парк в Индии. Расположен в регионе Куллу индийского штата Химачал-Прадеш на территории Гималайских гор. Создан в 1962 году.
Площадь составляет 755 км².
Высота над уровнем моря колеблется между 1,5 и 5,8 км.
Фауна представлена 31 видом млекопитающих, 181 видом птиц, 3 видами рептилий, 9 видами земноводных, 11 видами кольчатых червей, 17 видами моллюсков и 127 видами насекомых.